# 雷蒙德 (緬因州)
雷蒙德（英語：Raymond）是一個位於美國緬因州坎伯蘭縣的市鎮。

## 人口
根據2020年美國人口普查的數據，雷蒙德的面積為115.90平方千米，當中陸地面積為85.94平方千米，而水域面積為29.96平方千米。當地共有人口4536人，而人口密度為每平方千米39人。